# Memduh Ün
Arif Memduh Ün (Estambul, 14 de marzo de 1920-Bodrum, 16 de octubre de 2015) fue un productor, actor, guionistas y director de cine turco. Su películas, The Broken Pots, entró en la sección oficial del Festival Internacional de Berlin de 1961.

## Filmografía
- Three Friends (Üç arkadas) (1958)
- The Broken Pots (Kirik çanaklar) (1960)
- Üç Tekerlekli Bisiklet (1962)
- Golden Boy (Altin Çocuk) (1966)
- Cellat (1975)
- Postaci (1984)
- Mi infancia (Zikkimin kökü) (1993)